# Ropica sparsepunctata
Ropica sparsepunctata là một loài bọ cánh cứng trong họ Cerambycidae.